# Ramón Chao
Ramón Chao Rego (Villalba, 27 de julio de 1935-Barcelona, 20 de mayo de 2018) fue un periodista y escritor español.

## Biografía
Obtuvo el Premio de Virtuosismo de Piano en (1955). Ese mismo año recibió una beca del Gobierno de España para estudiar piano en Francia. Amplió estudios musicales con Nadia Boulanger y Lazare Lévy. En 1960 comenzó a colaborar en el Servicio de Lenguas Ibéricas de la RTF. Diez años después fue nombrado jefe de ese servicio. Al tiempo, colaboraba en el semanario Triunfo, en el mensual Le Monde diplomatique y en los diarios Le Monde y La Voz de Galicia.
Fue nombrado en 1991 caballero de las Artes y las Letras de Francia, y en 2004 ascendido a oficial. 
Padre de los músicos Manu Chao (1961) y Antoine Chao (1963) —este último también periodista—, componentes ambos del grupo musical francés Mano Negra, y hermano del teólogo Xosé Chao Rego (1932-2015).

## Obra
- Georges Brassens (1973)
- Después de Franco, España (1975)
- Guía secreta de París (1979)
- O lago de Como (1982)
- Conversaciones con Alejo Carpentier (1984)
- Un posible Onetti (1992)
- La mano negra en Colombia:Un tren de hielo y fuego (1993)
- Prisciliano de Compostela (1999)
- Abecedario (subjetivo) de la globalización (coautor con Ignacio Ramonet y Jacek Woźniak)
- La pasión de la Bella Otero (2001)
- Desde mi otero (2003)
- Porque Cuba eres tú (2005)
- Las Travesías de Luis Gontán (2006)
- Las andaduras del Che (con Wozniak) (2007)
- Guía del París Rebelde con Ignacio Ramonet, (2008)
- Memorias de un invasor (2008)
- Cuba-Miracles (con Jacek Wozniak y Antoine Chao (2009)

## Películas
- Llorens Artigas con Georges Ferraro TVF (1970)
- Arriba España con José-María Berzosa y André Camp. SFP París (1976)
- Oú es-Tu? con J.M. Berzosa FR3 (1989)
- 50 años después de la guerra, con José María Berzosa. SFR (1980)
- Tres días con Onetti, con José María Berzosa. SFP París (1990), Océaniques

## Radio
- De la Bastilla a Moncada Premio Radio La Habana. ORTF (1978)
- Conversaciones con Jorge Luis Borges con Ignacio Ramonet ORTF (1980)
- Julio Cortázar Esbozo con (Adelaida Blázquez) Premio International "España" (1984)
- De Berceo al altiplano, itinerario del español Premio International "España" (1985), con Erlens Calabuig.

## Premios y honores
- Premio Galicia de la Comunicación (1997)
- Premio Liberpress de Gerona “pela seva coherència humana y solidaritat periodística” (2001)
- Encomienda del mérito civil, otorgada por el Gobierno Español (2003)
- Caballero de Artes y Letras de Francia (1991), ascendido a oficial (2004)